# توپشام (مین)
توپشام(به انگلیسی: Topsham) شهری در ایالت مین کشور ایالات متحده آمریکا است که جمعیت آن در سرشماری سال ۲۰۱۰ میلادی، ۵٬۹۳۱ نفر بوده‌است.